# Synstrophus klapperichi
Synstrophus klapperichi is een keversoort uit de familie winterkevers (Tetratomidae). De wetenschappelijke naam van de soort werd in 1955 gepubliceerd door Maurice Pic.